# Liobagrus
Liobagrus es un género de peces de la familia Amblycipitidae, en el orden de los Siluriformes.

## Especies
Las especies de este género son:
- Liobagrus aequilabris J. J. Wright & H. H. Ng, 2008
- Liobagrus andersoni Regan, 1908
- Liobagrus anguillicauda Nichols, 1926
- Liobagrus chenghaiensis Z. W. Sun, S. J. Ren & E. Zhang, 2013 [4]
- Liobagrus chenhaojuni Chen, Guo, Dai, X.-C. Huang, J.-H. Huang, Jiang, Ouyang, Wen et Wu, 2024.[5]
- Liobagrus formosanus Regan, 1908
- Liobagrus hyeongsanensis S. H. Kim, H. S. Kim & J. Y. Park, 2015 [6]
- Liobagrus kingi T. L. Tchang, 1935
- Liobagrus marginatoides (H. W. Wu, 1930)
- Liobagrus marginatus (Günther, 1892)
- Liobagrus mediadiposalis T. Mori, 1936
- Liobagrus nigricauda Regan, 1904
- Liobagrus obesus Y. M. Son, I. S. Kim & I. Y. Choo, 1987 (Bull-head torrent catfish)
- Liobagrus reinii Hilgendorf, 1878
- Liobagrus somjinensis J. Y. Park & S. H. Kim, 2011
- Liobagrus styani Regan, 1908